# Prométhée (Fauré)
Pour les articles homonymes, voir Prométhée (homonymie).
Prométhée, op. 82, est une composition musicale lyrique de Gabriel Fauré, en forme scénique, sur un livret de Jean Lorrain et André-Ferdinand Hérold, créé en 1900 à Béziers. L'histoire du livret s'inspire de la légende du titan Prométhée dans la mythologie grecque, notamment de la pièce Prométhée enchaîné d'Eschyle.

## Historique
Avant Prométhée, Gabriel Fauré tente de démarrer plusieurs projets d'ouvrages lyriques scéniques mais ils ne dépassent pas le stade du projet. Il écrit cependant plusieurs musiques de scène à la fin des années 1880. La livret s'inspire du mythe antique de Prométhée et principalement de la tragédie d'Eschyle, Prométhée enchaîné. La partition n'est pas orchestrée par Gabriel Fauré mais par un chef d'orchestre à qui la tâche est confiée, probablement Charles Eustace.
Prométhée est créé le 27 août 1900 en plein air aux arènes de Béziers, fondée deux ans plus tôt, sous la direction de Charles Eustace. La mise en scène aux arènes présente un vaste décor antique conçu par Marcel Jambon, que les instructions du livret donnent ainsi : « un paysage de montagnes, abrupt et farouche. — Un torrent le coupe — Des roches se dressent, surplombant des précipices. — Des grottes se creusent aux flancs des ravins. ». L'aspect monumental de la mise en scène est renforcée par la présence dans l'orchestre de plusieurs fanfares militaires, huit harpes et pas moins de sept ou huit cents personnes dans le chœur. L'accueil de l'ouvrage après cette première, jouée devant 15 000 spectateurs, avec Édouard de Max en Prométhée, est très positif. L'ouvrage est remonté en 1901 aux arènes puis une nouvelle fois à l'Ancien Hippodrome de Paris et de nouveau à Garnier en décembre 1907.
Les problèmes liés à l'adaptation scénique de l'œuvre, notamment par sa dimension, font qu'elle est principalement jouée en concert, principalement au travers de la réduction symphonique réalisée par Jean Roger-Ducasse et créée en mai 1917. Une nouvelle version en plein air est produite à Fourvière au théâtre antique de Lyon, dans une réorchestration de Désiré Dondeyne et sous sa direction avec des décors de Jacques Rapp. 

## Description
Prométhée, en français et en trois actes, n'est pas un opéra à proprement parler mais se rapproche davantage de l'« oratorio scénique », ou encore de la « tragédie à vaste musique de scène », parfois également qualifiée de tragédie lyrique dans la lignée des ouvrages de Christoph Willibald Gluck ou celle de Hector Berlioz, Les Troyens. La partition est dédiée à Fernand Castelbon de Beauxhostes. 
La partition implique des passages chantés et parlés d'importance relativement égale, les deux rôles principaux, Prométhée et Pandore étant exclusivement de la seconde occurrence, ce qui éloigne de facto l'ouvrage de la forme de l'opéra. La musique est influencée en partie par le style wagnérien, ce qu'il admet lui-même au détour de quelques doutes sur la légitimité de sa composition, mais porte surtout un traitement classique de l'écriture musicale et du sujet, « qui suggère l'émotion au lieu de l'exprimer ». La partition est composée de plusieurs thèmes simples progressifs, apparentés aux Leitmotiv wagnerien. 

### Rôles
Les rôles de Prométhée comprennent les personnages suivants :
| Rôle       | Tessiture     | Création, 27 août 1900 Dir. : Charles Eustace |
| ---------- | ------------- | --------------------------------------------- |
| Prométhée  | parlé         | Édouard de Max                                |
| Pandore    | parlé         | Cora Laparcerie                               |
| Hermès     | parlé         | Odette de Fehl                                |
| Aenoë      | soprano       | Torrês                                        |
| Bia        | soprano       | Caroline Fiérens-Peters                       |
| Gaïa       | mezzo-soprano | Rosa Feldy                                    |
| Andros     | ténor         | Charles Rousselière                           |
| Kratos     | ténor         | Fonteix                                       |
| Héphaïstos | basse         | Jean Vallier                                  |